# Quelqu'un doit mourir
Quelqu'un doit mourir (Alguien tiene que morir) est une mini-série télévisée dramatique mexico-espagnole en trois épisodes de 48–52 minutes, créée par Manolo Caro et diffusée le 16 octobre 2020 sur Netflix.

## Synopsis
En Espagne, dans les années 1950. Gabino (Alejandro Speitzer), un jeune homme de bonne famille, revient du Mexique, accompagné d'un danseur de ballet, Lázaro (Isaac Hernández). Sa famille se réjouit de son retour, car elle a déjà prévu de le marier à une riche héritière.

## Distribution
- Carmen Maura (VF : Véronique Augereau) : Amparo Falcón, la mère de Gregorio et la grand mère de Gabino
- Cecilia Suárez (VF : Laurence Bréheret) : Mina Falcón, la mère de Gabino et la femme de Gregorio
- Ernesto Alterio (VF : François Raison) : Gregorio Falcón, le père de Gabino et le mari de Mina
- Alejandro Speitzer (VF : Clément Moreau) : Gabino Falcón, le fils d'Ernesto et de Mina et petit fils d'Amparo
- Isaac Hernández (VF : Jim Redler) : Lázaro, un danseur mexicain qui accompagne Gabino en Espagne
- Ester Expósito (VF : Leslie Lipkins) : Cayetana Aldama, la potentielle fiancée de Gabino
- Carlos Cuevas (VF : Thibaut Lacour) : Alonso Aldama, un vieil ami de Gabino, et frère de Cayetana
- Mariola Fuentes (VF : Daria Levannier) : Rosario, la domestique des Falcón
- Pilar Castro (VF : Rafaèle Moutier) : Belén Aldama, mère de Cayetana et d'Alonso.
- Juan Carlos Vellido : Santos Aldama, père de Cayetana et d'Alonso
- Eduardo Casanova (VF : Alexis Gilot) : Carlos, un prisonnier
- Manuel Morón : Don Federico, le chef de Gregorio
- Javier Pereira (VF : Olivier Augrond) : Enrique, fils de Rosario

## Production

### Distribution des rôles
Dès novembre 2019, la presse annonce que la distribution de la série comptera Carmen Maura, Cecilia Suárez, Ernesto Alterio, Alejandro Speitzer et le danseur Isaac Hernández.

### Tournage
Le tournage a lieu à Madrid en Espagne.

### Fiche technique
Sauf indication contraire, les informations mentionnées dans cette section peuvent être confirmées par la base de données cinématographiques IMDb,  présente dans la section « Liens externes ».
- Titre original : Alguien tiene que morir
- Titre français : Quelqu'un doit mourir
- Création et réalisation : Manolo Caro
- Scénario : Manolo Caro, Fernando Pérez et Monika Revilla
- Musique : Lucas Vidal
- Décors : María Clara Notari
- Costumes : Paola Torres
- Photographie : Ángel Amorós
- Production : Carlos Taibo

Production déléguée : Manolo Caro, María José Córdova et Rafael Ley
- Société de production : Noc Noc Cinema[1] ; Netflix (coproduction)
- Société de distribution : Netflix
- Pays d'origine :  Espagne /  Mexique
- Langue originale : castillan
- Format : couleur
- Genre : drame, thriller
- Durée : 48–52 minutes
- Date de diffusion : Monde : 16 octobre 2020 sur Netflix

## Épisodes
1. Armez (Soltar la presa)
2. En joue (Tomar puntería)
3. Feu ! (Apretar el gatillo)